# Thunderbolt (film)
 Thunderbolt és una pel·lícula estatunidenca dirigida per Josef von Sternberg, estrenada el 1929.

## Argument
Un criminal conegut com a Thunderbolt és empresonat a l'espera de l'execució.
A la cel·la del costat hi ha Bob Morgan, un home innocent que està enamorat de la noia de Thunderbolt.
Thunderbolt espera evitar l'execució prou temps per matar Morgan

## Repartiment
- George Bancroft: Thunderbolt Jim Lang
- Fay Wray: Ritzy
- Richard Arlen: Bob Morgan
- Tully Marshall: Warden
- Eugenie Besserer: Mrs. Morgan
- George Irving: Mr. Corwin

## Premis i nominacions
Nominacions
- 1930: Oscar al millor actor per George Bancroft